# ایستگاه راه‌آهن ملایر
ایستگاه راه آهن ملایر در ۵ کیلومتری جاده ملایر- اراک روبروی بهشت هاجر قرار دارد.

## مسیرهای خطوط
- ملایر - تهران
- ملایر - مشهد
- ملایر - کرمانشاه

## اهداف راه آهن ملایر
امکان ارتباط شهر ملایر با تهران و اتصال به شبکه را آهن سراسری و ارتباط ریلی ایران و عراق از طریق مرز خسروی می‌شود.

## تاریخچه راه‌آهن ملایر
افتتاح ایستگاه راه آهن ملایر در ۱۴ مهر ۱۳۹۰ با دستور رئیس جمهور وقت احمدی‌نژاد به صورت رادیوی افتتاح گردید.
این خط راه آهن به طول ۹۰ کیلومتر از ایستگاه راه آهن اراک احداث شده است.
اولین ایستگاه راه آهن در غرب کشور می‌باشد .